# شرف‌الدین
شرف‌الدین یک نام کوچک یا نام خانوادگی‌ست. افراد شاخص با این نام از این قراراند:

## نام کوچک
- شرف‌الدین خراسانی
- شرف‌الدین طوسی
- محمدخان شرف‌الدین اوغلی
- شرف‌الدین زکی بوشکانی
- شرف‌الدین ادریس شاه
- شرف‌الدین خطاط شیرازی
- شرف‌الدین صابونجی اوغلی
- مهدی شرف‌الدین شوشتری
- شرف‌الدین رامی

## نام خانوادگی
- بزرگمهر شرف‌الدین
- محمدرضا شرف‌الدین
- عبدالحسین شرف‌الدین

## لقب
- راجح حلی